# Oscilación de Paudorf
La oscilación de Paudorf es una variación climática (el clima se volvió templado) dentro del segundo periodo de las glaciaciones wurmienses (Würm II), en el Paleolítico Superior. Duró unos cinco mil años, del 27.000 al 23.000 a. C.